# Ch'a
Cette page contient des caractères spéciaux ou non latins. S’ils s’affichent mal (▯, ?, etc.), consultez la page d’aide Unicode.
Ch'a, չա en arménien ([tʃʰɑ]), est la 25e lettre de l'alphabet arménien.

## Linguistique
Ch'a est utilisé pour représenter le son [tʃʰ].
Dans la norme ISO 9985, la lettre est translittérée par « č ».

## Représentation informatique
- Unicode[1] :
  - Capitale Չ : U+0549
  - Minuscule չ : U+0579